# Susan Stroman
Susan P. Stroman (Wilmington, Delaware, 17 de octubre de 1954) es una directora de teatro, coreógrafa y actriz estadounidense. Ha ganado en cinco ocasiones el Premio Tony, cuatro en la categoría de mejor coreografía y uno por mejor dirección en un musical por Los productores.

## Carrera

### Inicios
La gran oportunidad de Stroman como coreógrafa llegó en 1987 cuando el director Scott Ellis la contrató para su reestreno Off-Broadway de Flora the Red Menace (con música de John Kander y Fred Ebb) en el Vineyard Theatre cerca de Union Square. Su trabajo allí fue visto por el productor Hal Prince, quien la contrató para trabajar en las secuencias de baile de su producción de Don Giovanni en la Ópera de Nueva York. Su relación con Kander y Ebb condujo a la cocreación, junto a Ellis y David Thompson, del exitoso musical Off-Broadway And the World Goes 'Round en 1991. Obtuvo su tercer crédito en Broadway por su colaboración con el director y futuro esposo Mike Ockrent en Crazy for You en 1992. El espectáculo ganó el Premio Tony al Mejor Musical y le valió su primer Premio Tony en la categoría de Mejor Coreografía.

### Los productores- Actualidad
En 2001 Stroman dirigió y coreografió el musical The Producers de Mel Brooks. Fue un éxito comercial y ganó un récord de doce premios Tony. Stroman ganó su cuarto y quinto premio Tony por dirección y coreografía, convirtiéndose en la primera mujer en ganar ambos premios en la misma noche. También fue la segunda mujer en ganar en la categoría a Mejor Dirección de un Musical después de Julie Taymor en 1998. En 2005 hizo su debut como directora de cine con una adaptación cinematográfica del mencionado musical. La película fue nominada para cuatro Premios Golden Globe. Stroman continuó activa en la dirección teatral y en la elaboración de coreografías, siendo su más reciente producción Crazy for You de 2017.